# Піскун Олександр Анатолійович
Олександр Анатолійович Піскун (нар. 30 серпня 1963) — радянський та український футболіст та тренер, виступав на позиції півзахисника та захисника.

## Кар'єра гравця
Вихованець клубу «Граніт» (Черкаси), перший тренер — А. Степаненко. У 1981 році розпочав футбольну кар'єру в друголіговому клубі «Дніпро» (Черкаси). Потім грав в аматорських клубах «Сула» (Лубни), «Темп» (Черкаси) та «Ротор» (Черкаси). У 1989 році також зіграв 5 матчів у футболці «Дніпра» (Черкаси). Влітку 1992 року був знову запрошений до складу черкаського «Дніпра». На початку 1994 року став гравцем «Гарту» (Бородянка), який потім змінив назву на «Система-Борекс». У 1996 році спочатку захищав кольори білоцерківської «Росі», а через півроку повернувся до черкаського «Дніпра», в складі якого й завершив кар'єру професіонального футболіста.

## Кар'єра тренера
Кар'єру тренера розпочав ще будучи футболістом. З жовтня й до кінця 1996 року виконував обов'язки головного тренера «Дніпра» (Черкаси).

## Досягнення
«Дніпро» (Черкаси)
- Друга ліга чемпіонату України
  -  Чемпіон (1): 1993